# 大巴山隧道 (襄渝铁路)
襄渝铁路大巴山隧道位于襄渝铁路巴山站和官渡站之间，全长5334米。是襄渝铁路老线（下行线）贯穿大巴山的隧道，襄渝二线则是由全长10658米的新大巴山隧道贯穿大巴山。